# Olaf IV van Noorwegen
Olaf IV (Oslo, 1370 - Falsterbo, 23 augustus 1387) was koning van Noorwegen van 1380 tot 1387 en als Olaf II koning van Denemarken van 1375 tot 1387. Hij was ook tegenkoning in Zweden, tegen koning Albrecht van Mecklenburg. Olaf was een zoon van koning Haakon VI van Noorwegen en koningin Margaretha I van Denemarken. Met zijn dood eindigde de mannelijke lijn van het Huis Folkung in Zweden. Hij erfde de Noorse kroon langs vaderszijde, de Deense langs moederszijde en werd tot koning van Zweden (Skåne) gekozen in 1385.
Olaf IV is begraven in Sorø. Na Olav zou pas na 567 jaar, in 1937 met de geboorte van Harald V van Noorwegen, de eerstvolgende Noorse koning op Noorse bodem worden geboren.

## Voorouders
| Overgrootouders | Erik Magnusson (1282-1318) ∞ Ingebjørg Håkonsdatter (-)                       | Erik Magnusson (1282-1318) ∞ Ingebjørg Håkonsdatter (-)                       | Jan I van Namen (1267–1330) ∞ 1309 Maria van Artesië (1291-1365)              | Jan I van Namen (1267–1330) ∞ 1309 Maria van Artesië (1291-1365)              | Christoffel II van Denemarken (1276-1332) ∞ Euphemia van Pommeren (1285-1330) | Christoffel II van Denemarken (1276-1332) ∞ Euphemia van Pommeren (1285-1330) | Erik II van Sleeswijk (1290-1325) ∞ Adelheid van Holstein (-1350)             | Erik II van Sleeswijk (1290-1325) ∞ Adelheid van Holstein (-1350)             | Erik II van Sleeswijk (1290-1325) ∞ Adelheid van Holstein (-1350) | Erik II van Sleeswijk (1290-1325) ∞ Adelheid van Holstein (-1350) |
| Grootouders     | Magnus Eriksson (1216-1274) ∞ Blanca van Namen (1216-1263)                    | Magnus Eriksson (1216-1274) ∞ Blanca van Namen (1216-1263)                    | Magnus Eriksson (1216-1274) ∞ Blanca van Namen (1216-1263)                    | Magnus Eriksson (1216-1274) ∞ Blanca van Namen (1216-1263)                    | Waldemar IV van Denemarken (1321-1375) ∞ Helvig van Sleeswijk (1320-1374)     | Waldemar IV van Denemarken (1321-1375) ∞ Helvig van Sleeswijk (1320-1374)     | Waldemar IV van Denemarken (1321-1375) ∞ Helvig van Sleeswijk (1320-1374)     | Waldemar IV van Denemarken (1321-1375) ∞ Helvig van Sleeswijk (1320-1374)     |                                                                   |                                                                   |
| Ouders          | Haakon VI van Noorwegen (1340-1380) ∞ Margaretha I van Denemarken (1353-1412) | Haakon VI van Noorwegen (1340-1380) ∞ Margaretha I van Denemarken (1353-1412) | Haakon VI van Noorwegen (1340-1380) ∞ Margaretha I van Denemarken (1353-1412) | Haakon VI van Noorwegen (1340-1380) ∞ Margaretha I van Denemarken (1353-1412) | Haakon VI van Noorwegen (1340-1380) ∞ Margaretha I van Denemarken (1353-1412) | Haakon VI van Noorwegen (1340-1380) ∞ Margaretha I van Denemarken (1353-1412) | Haakon VI van Noorwegen (1340-1380) ∞ Margaretha I van Denemarken (1353-1412) | Haakon VI van Noorwegen (1340-1380) ∞ Margaretha I van Denemarken (1353-1412) |                                                                   |                                                                   |

Gorm · Harald I · Sven I · Harald II · Knoet II · Knoet III · Magnus I · Sven II · Harald III · Knoet IV · Olaf I · Erik I · Niels · Erik II · Erik III · Sven III · Knoet V · Waldemar I · Knoet VI · Waldemar II · Erik IV · Abel · Christoffel I · Erik V · Erik VI · Christoffel II · Waldemar III · Christoffel II · Waldemar IV · Olaf II · Margaretha I · Erik VII · Christoffel III · Christiaan I · Johan · Christiaan II · Frederik I · Christiaan III · Frederik II · Christiaan IV · Frederik III · Christiaan V · Frederik IV · Christiaan VI · Frederik V · Christiaan VII · Frederik VI · Christiaan VIII · Frederik VII · Christiaan IX · Frederik VIII · Christiaan X · Frederik IX · Margrethe II · Frederik X
- Gemeinsame Normdatei: 1057765058
- LIBRIS: 196260
- Virtual International Authority File: 39145970277632252029
- WorldCat: E39PBJrRbGgppMBYJPvPtp7T73